# Benjamin Mokulu
Benjamin Mokulu Tembe (* 11. Oktober 1989 in Brüssel) ist ein belgisch-kongolesischer Fußballspieler.

## Karriere

### Verein
Mokulu begann seine Karriere beim FC Brüssel. Im August 2007 debütierte er gegen den KVC Westerlo in der Pro League. Im Januar 2008 wurde er an den Zweitligisten Royale Union Saint-Gilloise verliehen. Für Saint-Gilloise absolvierte er elf Spiele, in denen er fünf Treffer erzielen konnte. Zur Saison 2008/09 wechselte er zum Zweitligisten KV Ostende. Im Januar 2010 wurde er vom Erstligisten Sporting Lokeren verpflichtet. Für Lokeren absolvierte er 103 Ligaspiele, in denen er 18 Tore erzielen konnte. 2012 gewann er mit dem Verein den Belgischen Pokal und schoss auf dem Weg dorthin im Viertelfinal-Hinspiel gegen KAA Gent (1:1) ein Tor. Im Sommer 2013 schloss er sich dem Ligakonkurrenten KV Mechelen an. Im September 2014 wurde er an den französischen Erstligisten SC Bastia verliehen. Nach nur vier torlosen Spielen in der Ligue 1 verließ er im Winter 2014/15 Bastia und schloss sich dem italienischen Zweitligisten AS Avellino 1912 an. Nachdem er in der Saison 2014/15 keinen Treffer erzielen konnte, war er in der Saison 2015/16 mit zwölf Treffern in der Serie B der beste Torschütze seines Teams. Im Januar 2017 wurde er an den Ligakonkurrenten Frosinone Calcio verliehen. Bis zum Saisonende erzielte er in 17 Spielen zwei Treffer. Zur Saison 2017/18 wurde Mokulu innerhalb der Serie B an die US Cremonese weiterverliehen. In 16 Ligaspielen erzielte er 4 Tore. Zur Saison 2018/19 wechselte er zum FC Carpi. Nachdem er in 16 Serie-B-Spielen 3 Treffer erzielt hatte, wechselte er Ende Januar 2019 auf Leihbasis in die Serie C zur zweiten Mannschaft (U23) von Juventus Turin. Bis zum Saisonende kam er in 13 Ligaspielen zum Einsatz, in denen er 4 Tore erzielte. Seit dem 16. Juli 2019 spielte er für Calcio Padova in der drittklassigen Serie C. Doch schon ein halbes Jahr später wurde er für anderthalb Spielzeiten an den FC Ravenna verliehen. Ab dem Sommer 2021 war er bis zur folgenden Winterpause wegen einer Dopingsperre vereinslos, ehe ihn der luxemburgische Erstligist Swift Hesperingen unter Vertrag nahm. Dort erzielte der Stürmer bis zum Saisonende in zwölf Ligapartien sechs Treffer und durch seinen Einsatz am 1. Spieltag der Saison 2022/23 gewann er später noch die nationale Meisterschaft. Anschließend wechselte Mokulu zurück nach Italien zum Viertligisten Trapani Calcio und ab Dezember 2022 stand er in der gleichen Liga bei United Riccione unter Vertrag. Auch sein folgender Verein, der FC Matera, führte ihn im Sommer 2023 wieder in die Serie D. Nach nur einer Spielzeit ging er weiter zum Ligarivalen FC Brindisi.

### Nationalmannschaft
Mokulu absolvierte 2010 zwei Partien für die belgische U-21-Auswahl und erzielte dabei ein Tor. Dann entschied er sich jedoch für einen Nationenwechsel und lief fortan für die A-Nationalmannschaft der DR Kongo auf. Sein Debüt für das Team gab er am 9. Februar 2011 in einem Testspiel gegen den Gabun (2:0), es sollte allerdings sein einziger Länderspieleinsatz bleiben.

## Erfolge
- Belgischen Pokalsieger: 2012
- Luxemburgischer Meister: 2023